# Tauberbischofsheim
Tauberbischofsheim è un comune tedesco di 13 513 abitanti, capoluogo del circondario del Meno-Tauber, situato nel land del Baden-Württemberg.

## Storia
L'inizio della storia dell'abitato è attestata da ritrovamenti archeologisi risalenti al 3000 a.C.
Il nome del centro viene menzionato per la prima volta in un documento dell'anno 836.